# Gråen
Gråen er en kunstig ø ud for Landskrona i Skåne, Sverige,  som blev anlagt for at beskytte  byens dybhavn mod militære angreb. Befæstningsarbejderne blev påbegyndt i 1748 og blev afbrudt i 1788. Mod syd er Gråen forbundet med den i 1978 anlagte Gipsön. Gråen og Gipsön er omtrent lige store og har tilsammen et areal på omkring 80 hektar.
Gråen huser omkring 50 kolonihaver på den østlige side, og et fuglereservat i den nordlige og vestlige del. Fuglereservatet har et antal voldgrave og damme og er blandt andet tilholdssted for havfugle som skarv og hejrer.

## Eksterne kilder og henvisninger
- Landskrona citadell och Gråen Arkiveret 30. oktober 2016 hos  Wayback Machine

55°51′47″N 12°49′15″Ø / 55.8631°N 12.8208°Ø